# Яна Андреевска
Яна Андреевска (на македонска литературна норма: Јана Андреевска) е композиторка от Северна Македония.

## Биография
Родена е на 27 април 1967 година в северния македонски град Скопие, тогава в Социалистическа федеративна република Югославия. Завършва композиция в 1990 година във Факултета за музикално изкуство на Скопския университет в класа на Томислав Зографски. В 1999 година в същия факултет прави постдипломни изследвания. Преподава във Факултета. Авторка е предимно на оркестърни и камерни произведения, както и на произведения за пиано.